# Angelo Joseph Rossi
Pour les articles homonymes, voir Rossi.
Angelo Joseph Rossi (né le 22 janvier 1878, mort le 5 avril 1948) est un homme politique américain républicain, qui a été maire de San Francisco entre 1931 et 1944. 

## Biographie
Il est né en 1878 à Volcano dans le Comté d'Amador en Californie où ses parents originaires de Gênes en Italie avaient immigré dans les années 1860. Il a déménagé à San Francisco en 1890. Il se marie en 1902, et commence sa carrière dans le service public en 1914. Il est élu en 1921 au City and County Board of Supervisors, réélu en 1929, et quand le maire James Rolph est élu gouverneur en 1931, il est désigné maire de la ville, puis élu en novembre 1931. Il est réélu en 1935 et en 1939, et termine son mandat en 1944.
C'est le premier maire d'origine 100% italienne d'une grande ville des États-Unis.

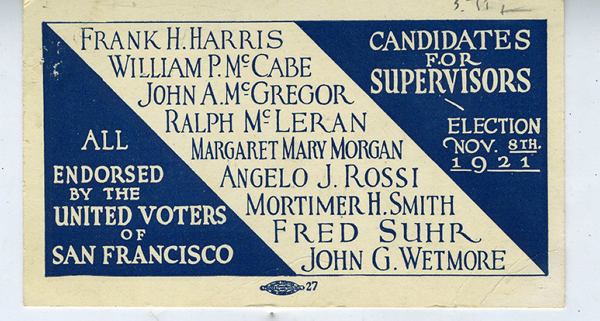
Carte de campagne électorale de 1921 où figure Angelo J. Rossi